# Pawel Alexejewitsch Rotmistrow

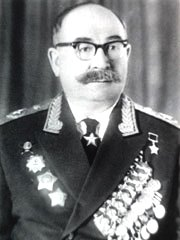
Pawel Alexejewitsch Rotmistrow

Pawel Alexejewitsch Rotmistrow (russisch Павел Алексеевич Ротмистров; * 23. Junijul. / 6. Juli 1901greg. in Skoworowo (heute Rajon Selischarowo, Oblast Twer); † 6. April 1982 in Moskau) war ein sowjetischer Hauptmarschall der Panzertruppen und Professor an der Militärakademie der Panzertruppen der Roten Armee. Er war der Befehlshaber großer sowjetischer Panzerverbände während des Deutsch-Sowjetischen Krieges und in der Zeit des Kalten Krieges.

## Biografie
Rotmistrow wuchs in einer großen bäuerlichen Familie auf. Er hatte insgesamt acht Geschwister. Er konnte zunächst nur eine höhere Grundschule besuchen, die er im Jahr 1916 abschloss. Danach schlug er sich als Gelegenheitsarbeiter durch und war bei der Eisenbahn in Peno beschäftigt sowie Holzfäller an der oberen Wolga. Im Jahr 1917 kam er nach Samara, wo er als Verladegehilfe arbeitete.

### Russischer Bürgerkrieg

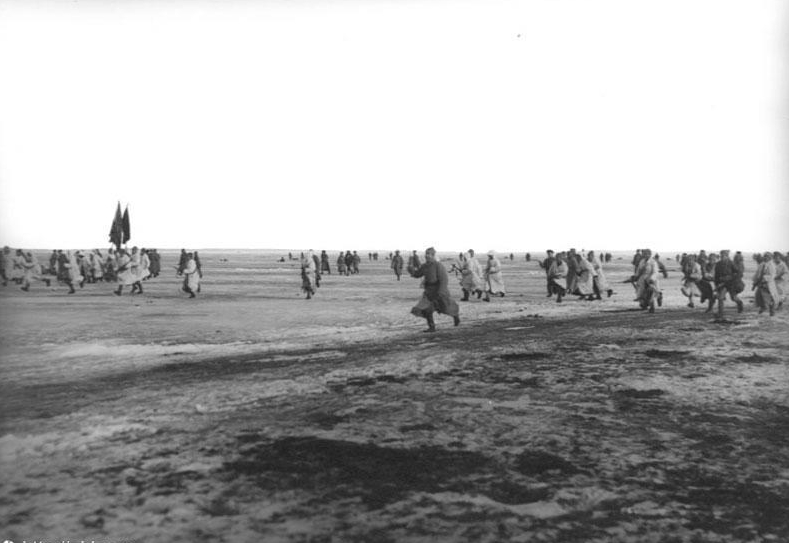
Angriff auf die Kronstädter Festung (März 1921)

Am 7. November 1917 begann die Oktoberrevolution. Rotmistrow trat während der Revolutionswirren und der kurzzeitigen Rückeroberung von Samara durch Weiße Truppen bis zum Ende des Jahres 1918 nicht in Erscheinung. Im März 1919 beteiligte er sich an der Niederschlagung des antibolschewistischen Aufstands im Ujesd Melekess (russisch Чапанная Война, Tschapan-Krieg). Im April 1919 trat er in die Rote Armee ein und wurde Teil des Samarer Arbeiter-Regiments. Zeitgleich wurde er Mitglied der Kommunistischen Partei Russlands. Nach seinem Eintritt in die Rote Armee nahm er an den Kämpfen gegen die Truppen des Admirals Koltschak (21. Juni 1919 – 7. Januar 1920) und am Sowjetisch-Polnischen Krieg teil (Januar 1920 – Dezember 1920). Im März 1921 nahm er an der Niederschlagung des Kronstädter Matrosenaufstands teil. Rotmistrow war einer der ersten sowjettreuen Soldaten, die in die Festung am Fort Nr. 6 einbrachen. Er schaltete ein MG-Nest der Verteidiger aus, wurde im Kampf verwundet und erhielt für seine Tapferkeit den Rotbannerorden.

### Zwischenkriegszeit
Nach dem Ende des Bürgerkriegs absolvierte Rotmistrow die Infanterie-Schule Smolensk. Er diente als Politoffizier in Rjasan im 149. und 51. Schützen-Regiment. 1924 absolvierte er einen Lehrgang an der Militärschule „WZIK“ und wurde danach als Zugführer eingesetzt. Vom März 1928 bis zum Oktober desselben Jahres wurde er als Kommandeur einer Batterie des 11. Artillerie-Regiments eingesetzt. Danach wurde er stellvertretender Kommandeur eines Bataillons des 34. Schützen-Regiment im Leningrader Militärbezirk. 1931 absolvierte er erfolgreich die Frunse-Militärakademie in Moskau und wurde anschließend als erster Stabsoffizier in der 36. Schützen-Division in Tschita eingesetzt. Ab März 1936 war er erster Stabsoffizier in der Besonderen Rotbanner-Fernostarmee.
Rotmistrow gehörte zu denjenigen Offizieren in der Roten Armee, die vom Großen Terror profitierten. Im Juni 1937 wurde er zum Kommandeur des elitären 63. Rotbanner-Regiments „M. W. Frunse“ in der 21. Zweifach-Rotbanner-Marineschützen-Division „S.S. Kamenew“. Im Oktober 1937 wurde er aus dem Fernen Osten nach Moskau an das Taktische Institut der Militärakademie für Mechanisierung und Motorisierung der Roten Armee „I. W. Stalin“ versetzt. Im Jahr 1939 begann Rotmistrow seine Doktorarbeit über den Kriegseinsatz von Panzertruppen. Wenig später wurde er denunziert, Verbindungen zu Volksfeinden zu haben und aus der KPdSU ausgeschlossen. Er wurde aber nicht verhaftet, weil er gegen die Entscheidung des Parteibüros der Militärakademie Beschwerde einlegte. Einige Monate später wurde er auf Weisung des ZK der KPdSU wieder in die sowjetische Regierungspartei aufgenommen, der Ausschluss wurde durch einen Verweis ersetzt. 1940 verteidigte er seine Dissertation, erhielt den Titel Doktor der Militärwissenschaften und wurde zum Oberstleutnant befördert.

### Winterkrieg und Zeit kurz vor dem Ausbruch des Deutsch-Sowjetischen Krieges
Im Frühjahr 1940 wurde Rotmistrow an die Front des Winterkrieges versetzt, um Erfahrungen im Kampf mit Panzertruppen zu sammeln. Er wurde offiziell als Kommandeur einer Reservegruppe der Nordwestfront eingesetzt. Auf persönlichen Wunsch wurde er Kommandeur eines mit T-26 ausgestatteten Panzerbataillons der 35. leichten Panzerbrigade der 7. sowjetischen Armee. Er nahm am Durchbruch der Mannerheim-Linie und der Einschließung Wyborgs teil. Für ihre erfolgreichen Operationen am Ende des Winterkrieges wurde die 35. leichte Panzerbrigade mit dem Rotbannerorden ausgezeichnet. Rotmistrow erhielt den Orden des Roten Sterns.
Im Dezember 1940 wurde Rotmistrow zum stellvertretenden Kommandeur der 5. Panzer-Division des 3. Mechanisierten Korps im speziellen baltischen Militärbezirk in Alytus (heute Litauen) ernannt. Ab Mai 1941 war er in Kaunas Stabschef des 3. Mechanisierten Korps.

### Deutsch-Sowjetischer Krieg
In Litauen begann für Rotmistrow der Deutsch-Sowjetische Krieg. Das 3. Mechanisierte Korps war wie viele andere sowjetische Panzerverbände nur mit leichten Panzern der Typen T-26 bzw. der BT-Serie ausgestattet. Die Verluste des Korps waren verheerend. Bereits am fünften Tag des Krieges eroberten deutsche Truppen das Verwaltungsgebäude und das Hauptquartier der 2. Panzer-Division, in der ein Teil des Korpsstabes untergebracht war. Mehr als zwei Monate lang schlug sich Rotmistrow nach der Vernichtung des 3. Mechanisierten Korps in einer Gruppe von Soldaten und Offizieren durch die Wälder von Litauen und Weißrussland ca. 500 Kilometer bis nach Brjansk zu den sowjetischen Linien durch. Für diese Leistung wurde er zum Oberst befördert.

#### Schlacht um Moskau
Im September 1941 wurde Rotmistrow zum Kommandeur der 8. Panzer-Brigade der 11. Armee der Nordwestfront ernannt. Im Oktober 1941 wurde die Brigade, bestehend aus einem Panzer-Regiment und einem mechanisierten Infanterie-Bataillon, in Nachtmärschen über eine Distanz von 250 Kilometern von Waldai nach Dumanowo verlegt. Am 14. Oktober näherte sich die Brigade dem Dorf Kalikino bei der Stadt Kalinin (heute Twer). Dort wurde sie als Teil einer operativen Gruppe unter dem Befehl von Nikolai Fjodorowitsch Watutin bei der Verteidigung der Leningrader Autobahn im Abschnitt Mednoje – Kalinin eingesetzt. (→Schlacht um Moskau) Im Dezember 1941 nahm Rotmistrow an der sowjetischen Gegenoffensive vor Moskau teil und war an der Rückeroberung der Stadt Klin beteiligt. Danach wurde die 8. Panzer-Brigade in die 30. sowjetische Armee der Kalininer Front eingegliedert. Dort nahm sie an den Kämpfen um die Stadt Rschew teil. Im Januar 1942 wurde die 8. Panzer-Brigade ehrenhalber in 3. Garde-Panzer-Brigade umbenannt. Rotmistrow erhielt für seine Leistungen während der sowjetischen Winteroffensive den Leninorden.

#### Kämpfe bei Woronesch
Im März 1942 erhielt Rotmistrow den Auftrag, aus der 3. Garde-Panzer-Brigade bei Kalinin das 7. Panzer-Korps zu formieren. Im April 1942 wurde er der Korpskommandeur des neu aufgestellten Korps, das weiterhin im Bereich des Frontbogens von Rschew eingesetzt blieb. Am 28. Juni 1942 begann die deutsche Offensive mit dem Tarnnamen Fall Blau. Die deutschen Truppen durchbrachen im Gebiet von Ostrogoschsk die sowjetische Frontlinie und stießen schnell auf Woronesch vor. Das Korps von Rotmistrow wurde eilig auf Züge verladen und bei Jelez der 5. Panzerarmee unter Generalmajor Alexander Iljitsch Lisjukow angegliedert.
Die 5. Panzerarmee erhielt den Auftrag, sofort einen Gegenschlag auf die deutsche Panzergruppe bei Woronesch zu führen. Das 7. Panzer-Korps griff die 11. deutsche Panzer-Division bei Jelez an und schlug sie zurück. Aufgrund der ungeschickten und hastig ausgeführten Organisation der Operation wurde das Ziel der Zerschlagung der deutschen Verbände nicht erreicht. Drei gut ausgestattete Panzerkorps wurden im Abstand von zwei Tagen ohne Erfolg in den Kampf geschickt. Im Juli 1942 wurde Rotmistrow zum Generalmajor der Panzertruppen befördert.

#### Schlacht um Stalingrad
Am 25. August 1942 wurde das 7. Panzerkorps zur 1. Panzerarmee der Stalingrader Front verlegt. Im September 1942 erhielt die 1. Panzer-Armee den Auftrag, sofort die deutschen Linien um Stalingrad zu durchbrechen und den Feind zurückzuschlagen. Dieser erneut hastig und ungeschickt initiierte Angriff endete in einem Desaster. Nach drei Tagen Kampf waren von ursprünglich 180 Panzern des 7. Panzerkorps nur noch 15 einsatzbereit. Die Reste des Korps wurden in die Reserve verlegt.
Nach der notwendigen Auffrischung war Rotmistrows Korps im Dezember 1942 an der Abwehr des deutschen Gegenschlages Unternehmen Wintergewitter beteiligt, der der eingeschlossenen deutschen 6. Armee den Ausbruch aus Stalingrad ermöglichen sollte. Am 24. Dezember griff Rotmistrows 7. Panzerkorps zusammen mit der 2. Gardearmee die Frontlinie der Armeegruppe Hoth an und drängte sie zurück. Am 28. Dezember eroberte das Korps Kotelnikowo und am Nachmittag des gleichen Tages auch den deutschen Feldflugplatz bei der Stadt. Durch diesen Gegenangriff war das Schicksal der bei Stalingrad eingeschlossenen deutschen Truppen besiegelt. Für die schnelle Eroberung des Flugplatzes wurde das 7. Panzerkorps am 29. Dezember in 3. Garde-Panzerkorps „Kotelnikowo“ umbenannt.
Im Januar 1943 wurde das 3. Garde-Panzerkorps mit der 2. Gardearmee bei den sowjetischen Gegenoffensiven eingesetzt, die im Februar zur Rückeroberung der Stadt Rostow am Don führten. Für die gute Führung des 3. Garde-Panzerkorps erhielt Rotmistrow am 22. Februar 1943 den Rang Generalleutnant der Panzertruppen. Er wurde mit dem Suworoworden zweiter Klasse ausgezeichnet und erhielt den Befehl über die im März 1943 neu aufzustellende 5. Garde-Panzerarmee.

#### Panzergefecht bei Prochorowka

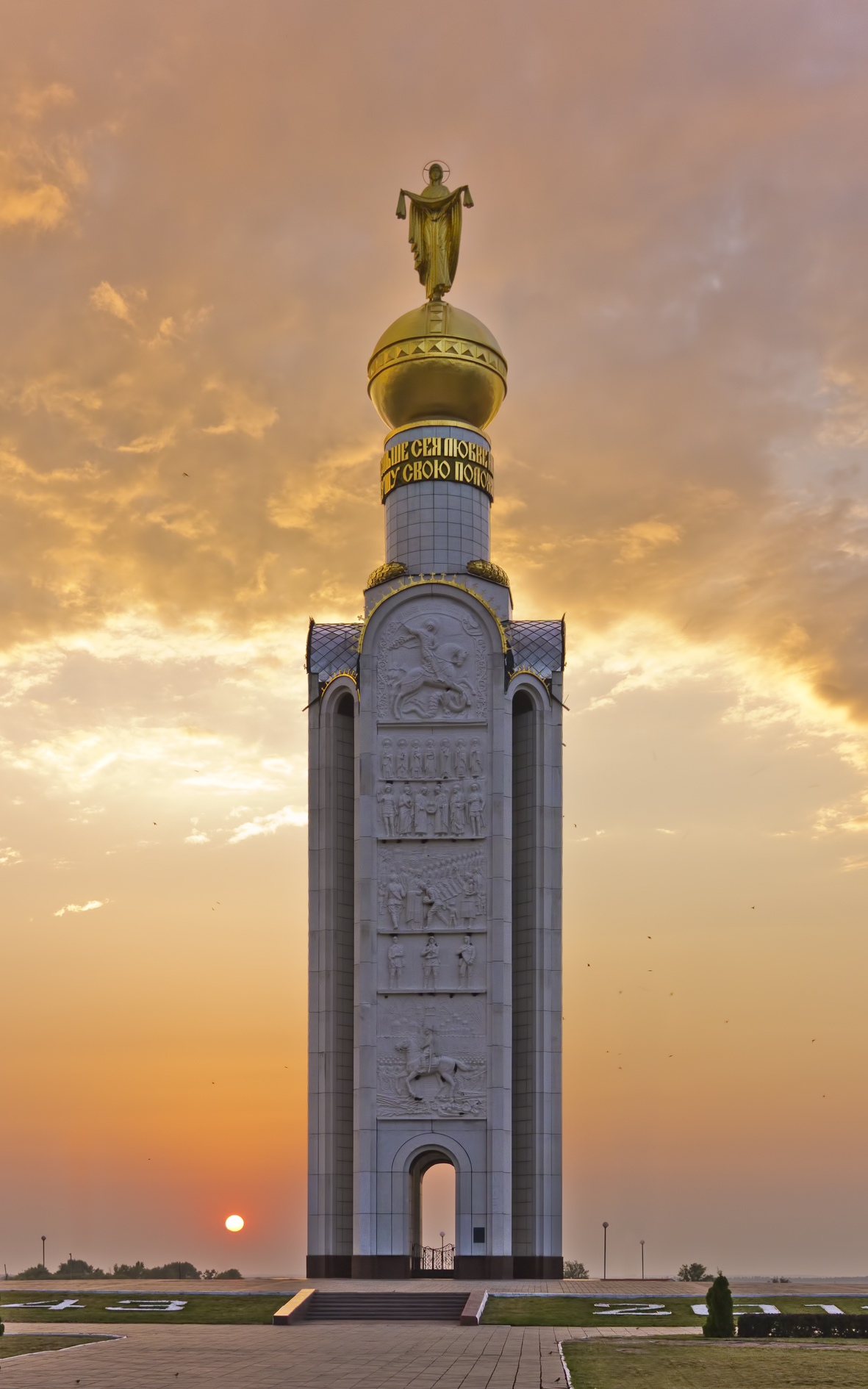
Obelisk zur Erinnerung an das Panzergefecht bei Prochorowka

Rotmistrows Armee befand sich die folgenden Monate bis zum Beginn der deutschen Offensive Unternehmen Zitadelle in einer Reserveposition bei der Woronescher Front. Ihr erster Einsatz fand am 12. Juli 1943 bei dem sowjetischen Gegenangriff auf die südliche deutsche Angriffsspitze bei Prochorowka statt.
Rotmistrows Armee bestand zu Beginn der Kämpfe aus 838 einsatzbereiten Kampfwagen, eine Reserve von 96 Panzern wurde noch herangeführt. Rotmistrows Angriffsplan sah zwei Angriffskeile aus ca. 400 bzw. 200 Panzern vor, die die deutschen Verbände angreifen sollten. Es gelang ihm bis zum 9. Juli, seine enorme Streitmacht über eine Distanz von ca. 330 km von der deutschen Aufklärung unbemerkt in Frontnähe bei Prochorowka zu verlegen.
Als er sich zusammen mit Marschall Wassilewski südwestlich von Prochorowka in Frontnähe begab, beobachteten beide eine Panzerkolonne, die aus einiger Entfernung auf sie zufuhr. Wassilewski fuhr Rotmistrow an, warum die Panzer der 5. Garde-Panzerarmee bei hellem Tageslicht vor den Augen der Deutschen spazieren fahren würden. Erst als die Panzer das Feuer eröffneten, erkannten beide, dass es sich um deutsche Truppen handelte.
Wassilewski reagierte über und verlangte von Rotmistrow einen sofortigen Gegenangriff, der bereits am 11. Juli gegen 20:00 stattfinden sollte. Nach einigen Verschiebungen trat die 5. Garde-Panzerarmee am 12. Juli gegen 7:30 tatsächlich zum Angriff an, ohne eine ausreichende Erkundung des Geländes durchgeführt zu haben. Der Erfolg der Attacke wäre unabwendbar gewesen, wenn Rotmistrow und sein Stab nicht bei der von der Stawka verursachten hastigen Ausarbeitung seines Angriffsplans einen sowjetischen Panzerabwehrgraben übersehen hätten, in den die Masse seiner Panzer fuhr.
Dieser Faktor und die von Rotmistrow selbst festgestellte technische Überlegenheit der neuen deutschen Panzermodelle führten dazu, dass die 5. Garde-Panzerarmee am 12. Juli etwa 53 Prozent ihrer Panzer verlor, ohne nennenswerte Verluste auf deutscher Seite zu verursachen. Stalin fuhr Rotmistrow persönlich mit den Worten an: “Was haben Sie ihrer prachtvollen Panzer-Armee angetan?” und beabsichtigte ihn vor ein Kriegsgericht zu stellen. Dies unterblieb, da die Stawka selbst für den ungeeigneten Einsatzzeitpunkt verantwortlich war und die übriggebliebenen Panzer der 5. Garde-Panzerarmee schnell wieder in Einsatzbereitschaft versetzt werden konnten.

#### Operation Rumjanzew
Anfang August war Rotmistrows Panzer-Armee bereit, einen weiteren Angriff auf die deutschen Linien zu führen. (→ Belgorod-Charkower Operation) Am 3. August durchbrachen die 1. sowjetische Panzer-Armee und Rotmistrows 5. Garde-Panzerarmee die deutschen Verteidigungsstellungen nördlich von Belgorod und stießen nach Süden vor. Dieses Mal war der Einsatz der 5. Garde-Panzerarmee erfolgreich, denn bereits am 5. August 1943 wurde Belgorod zurückerobert. Der sowjetische Panzer-Vorstoß wurde erst bei dem Ort Boguduchow ab dem 12. August 1943 durch einen Gegenangriff der SS-Panzergrenadier-Divisionen “Das Reich” und “Totenkopf” aufgehalten. Während der sich dort bis zum 17. August hinziehenden Gefechte büßte die 5. Garde-Panzerarmee fast alle ihre restlichen Panzer ein. Sie bestand am 28. August 1943 nur noch aus 50 einsatzbereiten Fahrzeugen. Im September 1943 wurde Rotmistrow zum Generaloberst der Panzertruppen befördert.

#### Rückeroberung der Ukraine
Ab September 1943 nahm die 5. Garde-Panzerarmee an der Schlacht am Dnepr teil, wobei sie ständig aufgefrischt wurde. Im Januar 1944 war die Armee während der Dnepr-Karpaten-Operation an der Einschließung von ca. 80.000 deutschen Soldaten bei Korsun beteiligt. Für seine Leistungen während dieser Kesselschlacht wurde Rotmistrow zum Marschall der Panzertruppen befördert. Im März 1944 war die 5. Garde-Panzerarmee an der Uman-Botoşaner Operation beteiligt, wobei es Rotmistrow gelang, den Fluss Pruth am 28. März 1944 aus der Bewegung heraus zu überqueren.

#### Operation Bagration

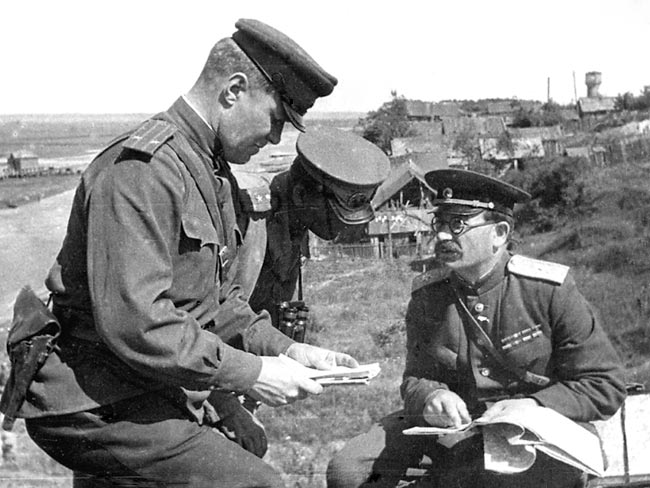
Marschall Rotmistrow bei der Erteilung von Anweisungen (Borissow, 1. Juli 1944)

Im April 1944 wurde die 5. Garde-Panzerarmee aus der Front in der Ukraine herausgelöst und zur Auffrischung in das sowjetische Hinterland verlegt. Die Armee wurde der 3. Weißrussischen Front zugeteilt und sollte den nördlichen Angriffskeil bei der geplanten Umfassung der deutschen Heeresgruppe Mitte bilden. (→Operation Bagration) Nach dem Beginn der sowjetischen Offensive überrollte die inzwischen mit Panzern des Typs IS-2 ausgestattete 5. Garde-Panzerarmee bei dem Ort Boguschewsk eine letzte Abwehrstellung der 3. deutschen Panzerarmee und drang dann entlang der Autobahn Minsk – Moskau nach Südwesten vor. Vor Borissow traf die 5. Garde-Panzerarmee am 27. Juni 1944 auf die 5. deutsche Panzer-Division und wurde dort in heftige Kämpfe verwickelt, die zu großen Verlusten führten. Erst am 1. Juli 1944 gelang es Rotmistrow die Beresina bei Borissow zu überschreiten und auf Minsk vorzustoßen. Die weißrussische Hauptstadt wurde am 3. Juli 1944 von den Panzern der 5. Garde-Panzerarmee eingenommen. Danach schwenkte die Armee in Richtung Vilnius und nahm bis zum 14. Juli 1944 an den Kämpfen zur Rückeroberung dieser Stadt teil.
Nach dem Ende der Schlacht um Vilnius war die Gefechtsstärke der sowjetischen 5. Garde-Panzerarmee aufgrund hoher Verluste auf 50 einsatzbereite Panzer des Typs IS-2 geschrumpft. Am 16. Juli 1944 wurde Rotmistrow deswegen auf Antrag von Armeegeneral Iwan Danilowitsch Tschernjachowski von seinem Frontkommando entbunden.
Für die verbleibende Dauer des Deutsch-Sowjetischen Krieges erhielt Rotmistrow kein weiteres Frontkommando. Stattdessen wurde er zum stellvertretenden Befehlshaber der Panzer- und mechanisierten Truppen der Roten Armee ernannt.

### Leben nach dem Ende des Deutsch-Sowjetischen Krieges
Nach dem Deutsch-Sowjetischen Krieg war Rotmistrow Kommandeur der Panzer- und mechanisierten Kräfte der Gruppe der Roten Armee in Deutschland und dann in der gleichen Funktion im Fernen Osten. Seit 1948 war er stellvertretender Leiter der Höheren Militärakademie “K.E. Woroschilow”. 1956 habilitierte er und wurde 1958 Professor an der Militärakademie der Panzertruppen. Gleichzeitig übernahm er bis 1964 die Leitung der Akademie.
Für seine Dienste bei der Entwicklung der militärischen Theorie des Panzerkampfs und bei der Ausbildung von Offizieren der Roten Armee wurde Rotmistrow 1962 zum Hauptmarschall der Panzertruppen befördert.
Seit 1964 war Rotmistrow Abgeordneter des Verteidigungsministeriums der UdSSR in den höheren militärischen Lehranstalten. Am 7. Mai 1965 wurde er mit dem Orden Held der Sowjetunion und dem Leninorden ausgezeichnet. Ab 1968 war er in der Gruppe der Generalinspektoren des Verteidigungsministeriums der UdSSR.

## Publikationen
- Танковое сражение под Прохоровкой (Die Panzerschlacht bei Prochorowka); Moskau 1960
- Время и танки (Zeit und Panzer); Воениздат (Militärverlag der UdSSR) Moskau 1972
- Танки на войне (Panzer im Krieg); Moskau 1975
- Стальная гвардия (Stählerne Garde); Moskau 1984;

### Geschichtsfälschung
Der desaströse Verlauf des Panzer-Gefechts von Prochorowka wurde bereits kurz nach den Ereignissen durch ein Schweigekartell vertuscht, das sich aus Stalin, Rotmistrow, Armeegeneral Watutin und Frontkommissar Chruschtschow zusammensetzte. Rotmistrow schuf in dieser Zeit den Mythos einer Panzerbegegnungsschlacht, die zur Vernichtung des II. SS-Panzer-Korps und zur Zerstörung von 400 deutschen Panzern geführt haben sollte. Nach dieser Darstellung, die in allen Publikationen Rotmistrows wiedergegeben wurde, war Prochorowka das “Grab der deutschen Panzerwaffe”.
Zusätzlich erfand Rotmistrow noch die Geschichte einer weiteren Panzerschlacht zwischen der als Verstärkung anmarschierenden 6. deutschen Panzer-Division und der Reserve der 5. Garde-Panzer-Armee. Ein derartiger Kampf fand bis auf ein unbedeutendes Scharmützel bei dem Ort Rschawez nie statt. Laut dem deutschen Militärhistoriker Frieser stellte Rotmistrow diesen Kampf so dar, damit er nicht dem Vorwurf ausgesetzt werden konnte, seine Kräfte zersplittert zu haben. Diese Geschichte wurde sogar von dem deutschen Propaganda-Autor Paul Carell in dessen Darstellung der Schlacht von Kursk übernommen.
In Anbetracht der umfangreichen Zensurmaßnahmen in der Sowjetunion, die erst im Jahr 1987 merklich gelockert wurden, ist es auch fraglich, ob Rotmistrow, sofern er die Absicht gehabt hätte, die Ereignisse von Prochorowka korrekt darzustellen, diese Schrift jemals hätte veröffentlichen können.